# Otradnyj
Otradnyj (ros Отрадный) – miasto w Rosji, w obwodzie samarskim. Prawa miejskie od 1956.
Powstało na miejscu wsi o tej samej nazwie w związku z odkryciem złóż nafty i gazu.